# Спомен-плоча у Зеокама
Спомен-плоча у Зеокама налази се у селу Зеоке Општина Лучани, испред зграде Месне заједнице. Плочу је 1986. године поставио песник Славомир-Славо Николић (1926-2013), брат Радојка Николића, у спомен војницима изгинулим и помрлим у Балканским и Првом светском рату.
Плоча од тамног гранита уграђена је у кубично бетонско постоље. На њој су урезана имена Зеочана изгинулих и умрлих у Ослободилачким ратовима 1912-1918. године. Изнад списка урезани су стихови:
Погибоше и помреше
домобини слободу донеше.
Непријатеље са прага прогнаше
белу заставу никад не дигоше.
а испод податак ко је подигао ово спомен-обележје.
Захвалан: Славимир-Славо Николић, песник. Зеоке 1986.
Списак Зеочана који изгубили животе у Балканским и Првом светском рату преузет је из књиге Милисава Д. Протића „Драгачево и његови славни синови” из 1940. године.